# Grupo 2 de Comunicaciones
El Grupo 2 de Comunicaciones (G2COM) es una unidad táctica de la especialidad de comunicaciones de la Fuerza Aérea Argentina con asiento de paz en Comodoro Rivadavia y en la órbita de la Dirección General de Comunicaciones, Informática y Ciberdefensa.

## Reseña
Creado el 18 de marzo de 1985 como unidad táctica con asiento en Comodoro Rivadavia para prestar apoyo de comunicaciones de comando en la Fuerza Aérea Argentina en la región patagónica.
Este grupo de comunicaciones ha prestado funciones militares en misiones de paz de la ONU, dotaciones antárticas y la búsqueda del submarino ARA San Juan de la Armada Argentina en 2017.